# Mykola Barabaschow
Mykola Pawlowytsch Barabaschow (englische Transkription Nikolay Pavlovich Barabashov, * 18. Julijul. / 30. Juli 1894greg. in Charkow, Gouvernement Charkow, Russisches Kaiserreich; † 29. April 1971 in Charkiw, Ukrainische SSR) war ein ukrainisch-sowjetischer Astronom, Astrophysiker und Universitätsrektor der Universität Charkiw.

## Leben
Barabaschow studierte bis 1919 an der Universität Charkow und bereitete sich im Anschluss am Institut für Astronomie auf eine Professur vor. Von 1930 an leitete er das Astronomische Observatorium der Universität Charkow, ab 1933 war er Professor an der Universität und zwischen 1943 und 1945 deren Rektor.
Am 30. Juni 1948 wurde er Vollmitglied der Akademie der Wissenschaften der Ukrainischen SSR.
Barabaschow befasste sich mit dem Studium der Planetenoberflächen und der Physik des Mondes. Er war einer der Autoren und Mitherausgeber des ersten Atlanten der Mondrückseite auf der Grundlage der Fotos von Lunik 3 sowie Konstrukteur eines Spektrohelioskops zur Untersuchung der Sonne. Er schrieb insgesamt mehr als 150 Artikel, vorwiegend zur Astrophysik.
Er starb 76-jährig in Charkiw und wurde dort auf dem Friedhof Nr. 2 beerdigt.

## Ehrungen
1941 wurde er mit dem Titel Verdienter Wissenschaftler der Ukrainischen SSR und 1969 mit dem Titel Held der Sozialistischen Arbeit geehrt. Außerdem erhielt er viermal den Leninorden sowie den Orden des Roten Banners der Arbeit.
1973 wurde der Barabashov-Krater auf dem Mars und 1978 wurde der vom sowjetischen Astronomen Nikolai S. Tschernych entdeckte Asteroid (2883) Barabashov nach ihm benannt.